# Manfull Ridge
Manfull Ridge är en bergstopp i Antarktis. Den ligger i Västantarktis. Inget land gör anspråk på området. Toppen på Manfull Ridge är 603 meter över havet.
Terrängen runt Manfull Ridge är kuperad åt sydväst, men åt nordost är den platt. Trakten är obefolkad. Det finns inga samhällen i närheten.